# Pruniers
Pruniers – miejscowość i gmina we Francji, w Regionie Centralnym, w departamencie Indre.
Według danych na rok 1990 gminę zamieszkiwało 449 osób, a gęstość zaludnienia wynosiła 9 osób/km² (wśród 1842 gmin Regionu Centralnego Pruniers plasuje się na 719. miejscu pod względem liczby ludności, natomiast pod względem powierzchni na miejscu 83.).